# Попкова Гора
Попкова Гора — деревня в Выскатском сельском поселении Сланцевского района Ленинградской области.

## История
Деревня Попкова (Гора) упоминается на карте Санкт-Петербургской губернии Ф. Ф. Шуберта 1834 года.

ПОПКОВА ГОРА — деревня принадлежит ведомству Павловского городового правления, число жителей по ревизии: 67 м. п., 67 ж. п. (1838 год)

ПОПКОВАЯ ГОРА — деревня Павловского городового правления, по просёлочной дороге, число дворов — 16, число душ — 71 м. п. (1856 год)

ПОПКОВА ГОРА — деревня Павловского городового правления при колодце, число дворов — 17, число жителей: 75 м. п., 95 ж. п.; Водяная мельница. (1862 год) 

Сборник Центрального статистического комитета описывал её так:

ПОПКОВА ГОРА (ПОПОВА ГОРА) — деревня бывшая владельческая при речке Кушелке, дворов — 22, жителей — 153; лавка, постоялый двор. (1885 год)

В XIX — начале XX века деревня административно относилась к Выскатской волости 1-го земского участка 1-го стана Гдовского уезда Санкт-Петербургской губернии.
Согласно Памятной книжке Санкт-Петербургской губернии 1905 года деревня входила в Попковское сельское общество.

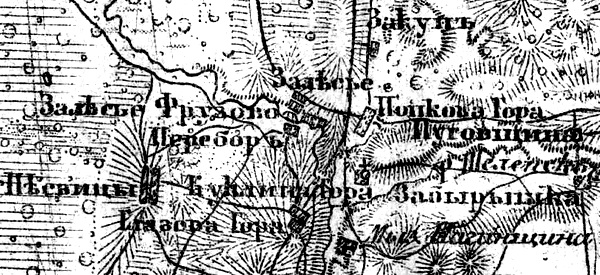
Деревня Попкова Гора на карте 1919 года

С 1917 по 1927 год деревня входила в состав Понаницкого сельсовета Выскатской волости Гдовского уезда.
С августа 1927 года, в составе Рудненского района.
С 1928 года, в составе Попковогорского сельсовета. В 1928 году население деревни составляло 142 человека.
По данным 1933 года деревня Попкова Гора являлась административным центром Попковогорского сельсовета Рудненского района, в состав которого входили 17 населённых пунктов: деревни Беломукино, Березняк, Верьбино I, Верьбино II, Верьбино III, Вощенег, Дворище I, Дворище II, Заборожка, Ищево, Клин, Попкова Гора, Пуговщино, Родино, посёлок Донск и хутор Свиньи Головы, общей численностью населения 1782 человека. С августа 1933 года, в составе Гдовского района.
По данным 1936 года в состав Попковогорского сельсовета Гдовского района входили 19 населённых пунктов, 344 хозяйства и 14 колхозов.
С января 1941 года, в составе Сланцевского района.
С 1 августа 1941 года по 31 января 1944 года, германская оккупация.
С 1963 года, в составе Кингисеппского района.
По состоянию на 1 августа 1965 года деревня Попкова Гора входила в состав Выскатского сельсовета Кингисеппского района. С ноября 1965 года, вновь в составе Выскатского сельсовета Сланцевского района.
По данным 1973 года деревня Попкова Гора являлась административным центром Попковогорского сельсовета Сланцевского района.
По данным 1990 года деревня Попкова Гора входила в состав Выскатского сельсовета.
В 1997 году в деревне Попкова Гора Выскатской волости проживали 89 человек, в 2002 году — также 89 человек (русские — 96 %).
В 2007 году в деревне Попкова Гора Выскатского СП проживали 80, в 2010 году — 77, в 2011 году — 95, в 2012 году — 101, в 2013 и 2014 годах — 109 человек.

## География
Деревня расположена в центральной части района в месте примыкания автодороги 41К-783 (Попкова Гора — Казино) к автодороге  41К-020 (Сижно — Осьмино).
Расстояние до административного центра поселения — 5 км.
Расстояние до ближайшей железнодорожной платформы Сланцы — 10 км.

## Демография
| 1862 | 2007 | 2010 | 2017 |
| ---- | ---- | ---- | ---- |
| 170  | ↘80  | ↘77  | ↗110 |

## Инфраструктура
На 2014 год в деревне было зарегистрировано 37 домохозяйств.